# مريم الميزوني
مريم الميزوني واسمها الكامل مريم زليخة الميزوني الشارني. ولدت في 23 سبتمبر 1958 بـأريانة. هي سباحة تونسية سابقة.

## السيرةالذاتية

### المسيرة الرياضية
لعبت مريم خلال كامل مسيرتها الرياضية مع فريق محلي وحيد وهو الترجي الرياضي التونسي، حيث تحصلت على عدة ألقاب وطنية في صنف الأصاغر كما ساهمت مع السباحات : سلوى عبا، راضية عبا وأسماء محجوب في التنافس على بطولة تونس في اختصاص 100 متر* 4  تتابع خلال سنتي 1969 و 1970. 
بدءا من سنة 1971، سيطرت مريم على السباحة التونسية من خلال الفوز بكل الألقاب الممكنة. و لم تتمكن السباحات سلوى عبا (اختصاص 100 متر سباحة حرة) ثم دليلة بالريش وكلثوم يزيدي (اختصاص سباحة على الصدر) من فك هيمنتها إلا في مناسبات قليلة.
شاركت في المسابقات الدولية انطلاقا من عام 1974، حيث كونًت ثنائيا مع السباح علي الغربي. انتخبت كثاني أحسن رياضية إفريقية سنة 1975. 
عام 1978  قررت مريم الاعتزال في عمر العشرين سنة بالرغم من إحرازها على بطولات تونس الثلاث عشر الممكنة.
تم انتخابها في اللجنة الأولمبية الوطنية التونسية سنة 2000. كما تمت تسميتها سنة 2004  كحكم دولي من قبل الجامعة الدولية للسباحة.

### المسيرة السياسية
يوم 1 جويلية 2011 سمية ككاتبة دولة للرياضة لدى وزير الشباب  في حكومة قايد السبسي خلفا لسليم عمامو. وزير الرياضة في تلك الفترة كان سليم شاكر.

### حياتها الخاصة
مريم ميزوني متزوجة وأم لطفلين.

## التتويجات

### الألعاب الأولمبية الصيفية عام 1976
- قالب:28e في سباق 400 متر سباحة حرة في 4'43'11 ;
- قالب:38e على 100 متر سباحة حرة في 1'02'42.

### البطولة الأفريقية  السباحة
- أربع ميداليات ذهبية وميدالية فضية واحدة في 1974 ;
- اثني عشر ميداليات ذهبية في عام 1977.

### الألعاب الإفريقية
- ثماني ميداليات ذهبية في عام 1978.

### البطولة المغاربية للسباحة
- خمس ميداليات ذهبية وميدالية فضية في عام 1973 ;
- خمس ميداليات ذهبية في عام 1975.

### ألعاب البحر الأبيض المتوسط
- الميدالية الفضية (100 م  سباحة حرة) في عام 1975.

## روابط خارجية
- مريم ميزوني على موقع الاتحاد الدولي للسباحة (الإنجليزية)
- مريم ميزوني على موقع أوليمبيديا (الإنجليزية)